# Saint-Pierre-la-Cour
Pour les articles homonymes, voir Cour et collégiale Saint-Pierre-la-Cour du Mans.
Ne pas confondre avec Saint-Pierre-sur-Orthe, autre commune de Mayenne, appelée Saint-Pierre-de-la-Cour jusqu'en 1863
Saint-Pierre-la-Cour est une commune française située dans le département de la Mayenne en région Pays de la Loire, peuplée de 2 313 habitants.
La commune fait partie de la province historique du Maine, et se situe dans le Bas-Maine.

## Géographie
Faisant partie du canton de Loiron, Saint-Pierre-la-Cour se situe dans l'ouest de la Mayenne, à la limite entre les Pays de la Loire en Bretagne. Son bourg est à 4,5 km à l'ouest de Port-Brillet, à 16 km à l'est de Vitré et à 22 km à l'ouest de Laval.

### Communes limitrophes
|                                    | Bourgon              | Launay-Villiers |
| Erbrée (Ille-et-Vilaine),          | Saint-Pierre-la-Cour | Port-Brillet    |
| Bréal-sous-Vitré (Ille-et-Vilaine) | La Gravelle          | La Brûlatte     |

### Géologie
La commune repose sur le bassin houiller de Laval daté du Stéphanien (daté entre -307 et -299 millions d'années).

### Climat
Pour des articles plus généraux, voir Climat des Pays de la Loire et Climat de la Mayenne.
En 2010, le climat de la commune est de type climat océanique franc, selon une étude du CNRS s'appuyant sur une série de données couvrant la période 1971-2000. En 2020, Météo-France publie une typologie des climats de la France métropolitaine dans laquelle la commune est exposée à un climat océanique et est dans la région climatique  Bretagne orientale et méridionale, Pays nantais, Vendée, caractérisée par une faible pluviométrie en été et une bonne insolation. 
Pour la période 1971-2000, la température annuelle moyenne est de 11 °C, avec une amplitude thermique annuelle de 13,5 °C. Le cumul annuel moyen de précipitations est de 829 mm, avec 13,4 jours de précipitations en janvier et 7,5 jours en juillet. Pour la période 1991-2020, la température moyenne annuelle observée sur la station météorologique de Météo-France la plus proche, sur la commune de Launay-Villiers à 2 km à vol d'oiseau, est de 11,6 °C et le cumul annuel moyen de précipitations est de 862,6 mm,. Pour l'avenir, les paramètres climatiques de la commune estimés pour 2050 selon différents scénarios d'émission de gaz à effet de serre sont consultables sur un site dédié publié par Météo-France en novembre 2022.
| Mois                                  | jan.           | fév.           | mars          | avril         | mai           | juin          | jui.          | août         | sep.          | oct.          | nov.          | déc.          | année      |
| ------------------------------------- | -------------- | -------------- | ------------- | ------------- | ------------- | ------------- | ------------- | ------------ | ------------- | ------------- | ------------- | ------------- | ---------- |
| Température minimale moyenne (°C)     | 2              | 1,7            | 3,3           | 5             | 8,1           | 11,3          | 12,7          | 12,5         | 10,1          | 8,3           | 4,9           | 2,2           | 6,8        |
| Température moyenne (°C)              | 5,1            | 5,5            | 7,9           | 10,5          | 13,6          | 17            | 18,6          | 18,4         | 15,9          | 12,6          | 8,4           | 5,4           | 11,6       |
| Température maximale moyenne (°C)     | 8,2            | 9,4            | 12,5          | 16,1          | 19            | 22,6          | 24,5          | 24,2         | 21,6          | 16,9          | 11,9          | 8,7           | 16,3       |
| Record de froid (°C) date du record   | −10,2 07.01.09 | −13,1 12.02.12 | −9,1 01.03.05 | −4,7 11.04.06 | −1,6 01.05.16 | 1,5 01.06.06  | 4,9 30.07.15  | 4,9 21.08.14 | 0,5 26.09.10  | −2 29.10.03   | −6,3 30.11.10 | −9,1 16.12.09 | −13,1 2012 |
| Record de chaleur (°C) date du record | 15,1 24.01.16  | 19,6 27.02.19  | 22,4 20.03.05 | 27,2 30.04.05 | 30,3 24.05.10 | 35,9 29.06.19 | 38,1 23.07.19 | 39 10.08.03  | 33,3 14.09.20 | 27,7 02.10.11 | 21,5 07.11.15 | 15,8 19.12.15 | 39 2003    |
| Précipitations (mm)                   | 87             | 68,2           | 63,7          | 62,4          | 67,3          | 58,7          | 58,3          | 55,9         | 66,7          | 87,9          | 88,6          | 97,9          | 862,6      |

## Urbanisme

### Typologie
Au 1er janvier 2024, Saint-Pierre-la-Cour est catégorisée bourg rural, selon la nouvelle grille communale de densité à sept niveaux définie par l'Insee en 2022.
Elle appartient à l'unité urbaine de Saint-Pierre-la-Cour, une unité urbaine monocommunale constituant une ville isolée,. La commune est en outre hors attraction des villes,.

### Occupation des sols
L'occupation des sols de la commune, telle qu'elle ressort de la base de données européenne d’occupation biophysique des sols Corine Land Cover (CLC), est marquée par l'importance des territoires agricoles (52,1 % en 2018), en diminution par rapport à 1990 (67,9 %). La répartition détaillée en 2018 est la suivante : prairies (29,1 %), mines, décharges et chantiers (18,1 %), forêts (14,1 %), terres arables (12,5 %), zones urbanisées (12,1 %), zones agricoles hétérogènes (10,5 %), espaces verts artificialisés, non agricoles (1,9 %), eaux continentales (1,7 %). L'évolution de l'occupation des sols de la commune et de ses infrastructures peut être observée sur les différentes représentations cartographiques du territoire : la carte de Cassini (XVIIIe siècle), la carte d'état-major (1820-1866) et les cartes ou photos aériennes de l'IGN pour la période actuelle (1950 à aujourd'hui).

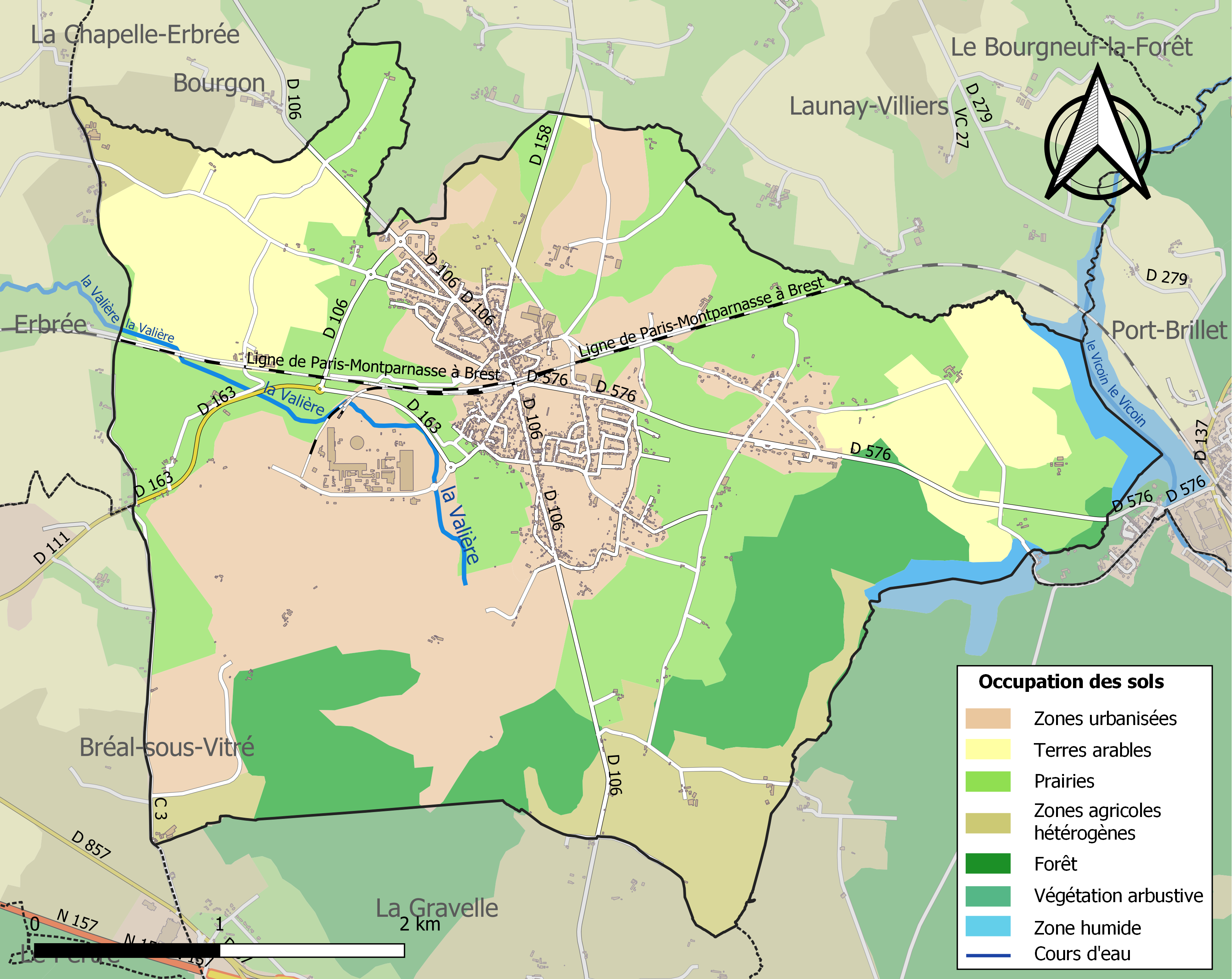
Carte des infrastructures et de l'occupation des sols de la commune en 2018 (CLC).

### Transports

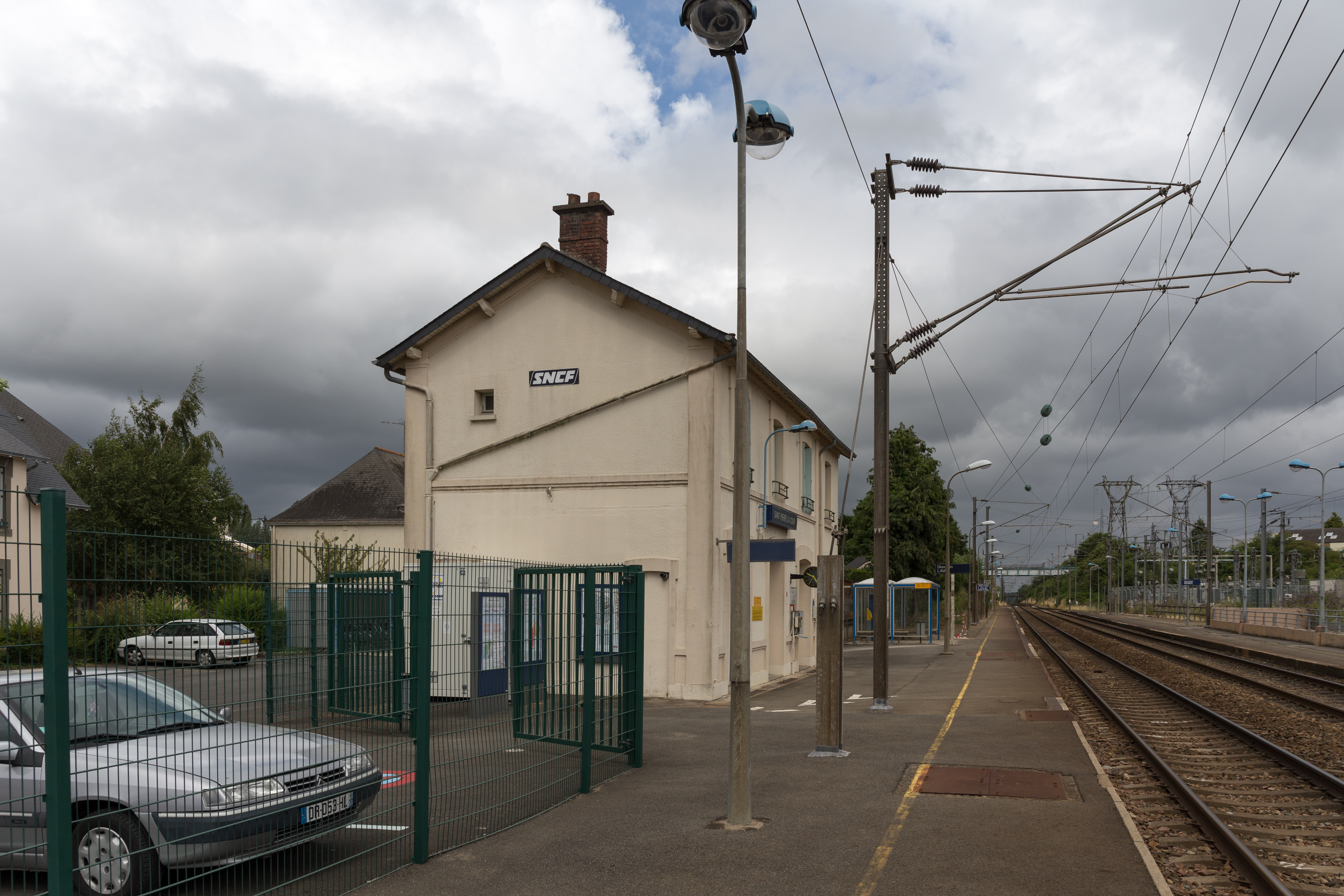
La gare.

Une gare ferroviaire est desservie par les TER assurant la liaison avec les gares de Laval, Vitré et Rennes. Cette gare dispose également d'un embranchement destiné à la cimenterie Lafarge.
La commune est située à proximité de la sortie no 5 et du péage de La Gravelle de l'A81 reliant Le Mans à Rennes.

## Toponymie
La forme eccl. Beati Petri de Curia est attestée au Xe siècle.
Durant la Révolution, la commune porte le nom de Bourg-l'Union.
Le gentilé est Pierrot-Courtois.

## Histoire

### Révolution française
Le 15 mars 1793, le district de Vitré informe Rennes que des rassemblements suspects se produisent dans la région, notamment dans les communes de Bourgon, Saint-Ouën-des-Toits, Saint-Pierre-la-Cour et La Brûlatte.

### Mines
Des mines de charbon sont exploitées de 1880 à 1921. Monsieur Armand Chappée en fait l'acquisition en 1907.

## Politique et administration

### Administration municipale
| Période                                  | Période                   | Identité          | Étiquette | Qualité |
| ---------------------------------------- | ------------------------- | ----------------- | --------- | --- |
| Les données manquantes sont à compléter. |                           |                   |           | |
|                                          | 23 décembre 1952 (décès)  | Marcel Vaudry     |           | |
| 1953                                     | 1968                      | Michel Moulard    |           | Directeur d'usine                                                                                              |
| v. 1969                                  |                           | M. Maignan        |           | |
| mars 1971                                | mars 1983                 | Raymonde Descamps |           | Ancienne adjointe au maire                                                                                     |
| mars 1983                                | 30 septembre 2019 (décès) | Claude Le Feuvre  | DVD       | Cadre de Lafarge Conseiller général de Loiron (1986 → 2004) Président de la CC du Pays de Loiron (2000 → 2018) |
| 14 octobre 2019                          | 28 mai 2020               | Sophie Chauvigné  | DVD       | Assistante de direction                                                                                        |
| 28 mai 2020                              | En cours                  | Michel Paillard   | DVD       | Expert-comptable Membre du bureau communautaire de Laval Agglo (2023 → )                                       |

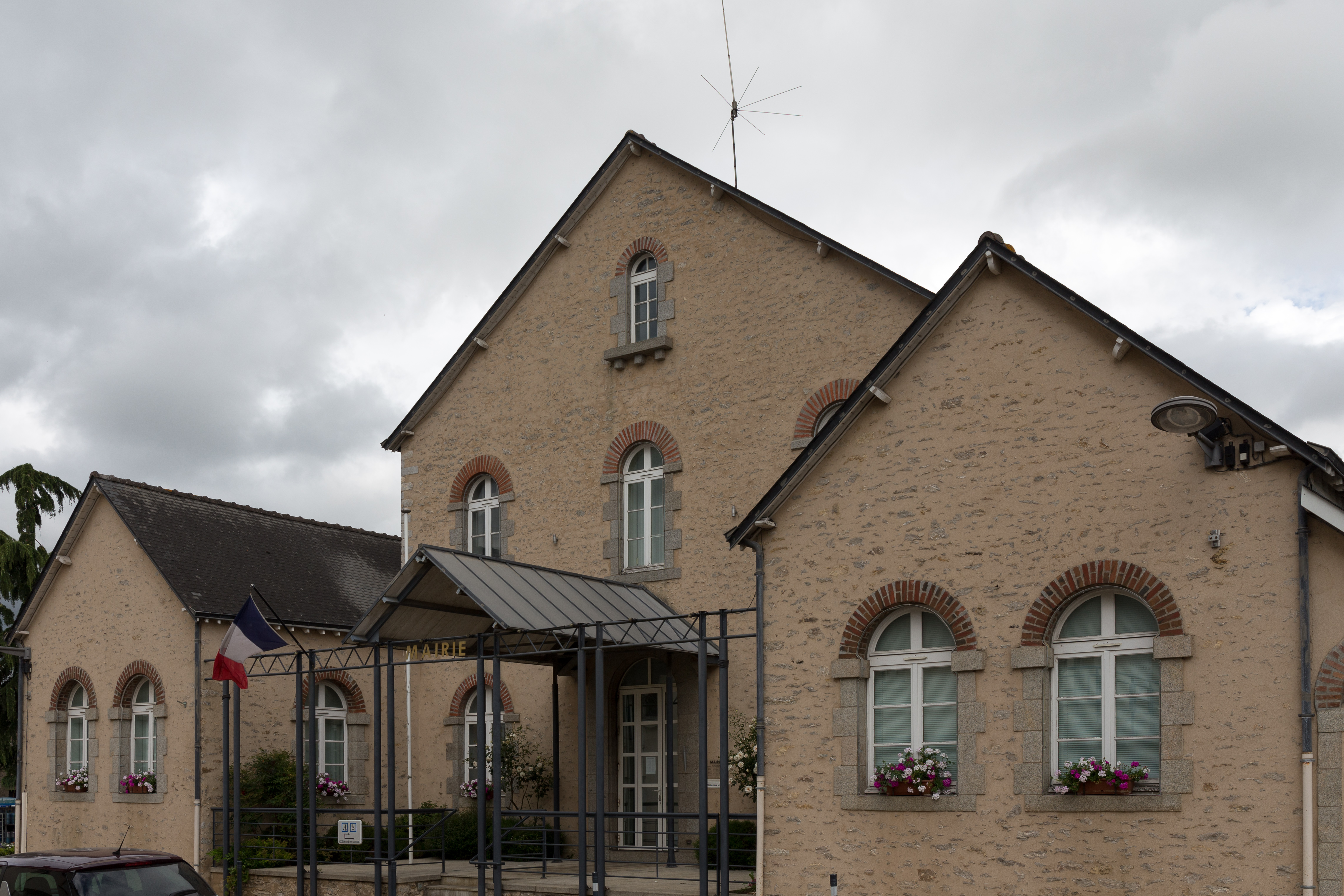
La mairie.

Le conseil municipal est composé de dix-neuf membres dont le maire et quatre adjoints.

### Enseignement
- École maternelle publique.
- École primaire publique.
- Collège privé Notre-Dame.

## Gestion des déchets
- Déchèterie intercommunale de Port-Brillet, route de la Brûlatte.

## Population et société

### Démographie
L'évolution du nombre d'habitants est connue à travers les recensements de la population effectués dans la commune depuis 1793. Pour les communes de moins de 10 000 habitants, une enquête de recensement portant sur toute la population est réalisée tous les cinq ans, les populations de référence des années intermédiaires étant quant à elles estimées par interpolation ou extrapolation. Pour la commune, le premier recensement exhaustif entrant dans le cadre du nouveau dispositif a été réalisé en 2007.
En 2022, la commune comptait 2 313 habitants, en évolution de +7,43 % par rapport à 2016 (Mayenne : −0,73 %, France hors Mayotte : +2,11 %).
| 1793  | 1800 | 1806 | 1821 | 1831 | 1836 | 1841  | 1846  | 1851  |
| ----- | ---- | ---- | ---- | ---- | ---- | ----- | ----- | ----- |
| 1 543 | 651  | 759  | 748  | 873  | 945  | 1 057 | 1 073 | 1 201 |

| 1856  | 1861  | 1866  | 1872  | 1876  | 1881  | 1886  | 1891  | 1896  |
| ----- | ----- | ----- | ----- | ----- | ----- | ----- | ----- | ----- |
| 1 223 | 1 261 | 1 353 | 1 335 | 1 444 | 1 157 | 1 186 | 1 131 | 1 177 |

| 1901  | 1906  | 1911  | 1921  | 1926  | 1931  | 1936  | 1946  | 1954  |
| ----- | ----- | ----- | ----- | ----- | ----- | ----- | ----- | ----- |
| 1 240 | 1 356 | 1 388 | 1 159 | 1 272 | 1 238 | 1 199 | 1 202 | 1 357 |

| 1962  | 1968  | 1975  | 1982  | 1990  | 1999  | 2006  | 2007  | 2012  |
| ----- | ----- | ----- | ----- | ----- | ----- | ----- | ----- | ----- |
| 1 572 | 1 750 | 1 782 | 1 668 | 1 622 | 1 638 | 1 817 | 1 843 | 2 046 |

| 2017  | 2022  | - | - | - | - | - | - | - |
| ----- | ----- | - | - | - | - | - | - | - |
| 2 170 | 2 313 | - | - | - | - | - | - | - |

## Activité et manifestations

### Manifestations annuelles
- Troisième dimanche de juin : courses de chevaux (les festivités commencent dès le vendredi soir avec une randonnée ; le samedi soir est réservé au feu d'artifice).
- En juillet : courses de chevaux
- Courses de vélos.

### Sports
En plus de terrains de football, de tennis en extérieur, la commune dispose de deux salles de sport.
- Club de roller.
- Cours de yoga.
- Cours de gymnastique.
- Karaté contact.

### Culture
Bibliothèque municipale.

### Activités des seniors
L'absence de relief dans le bourg et la largeur des trottoirs rend plus facile le déplacement des personnes à pied.

## Économie

### Activité économique principale

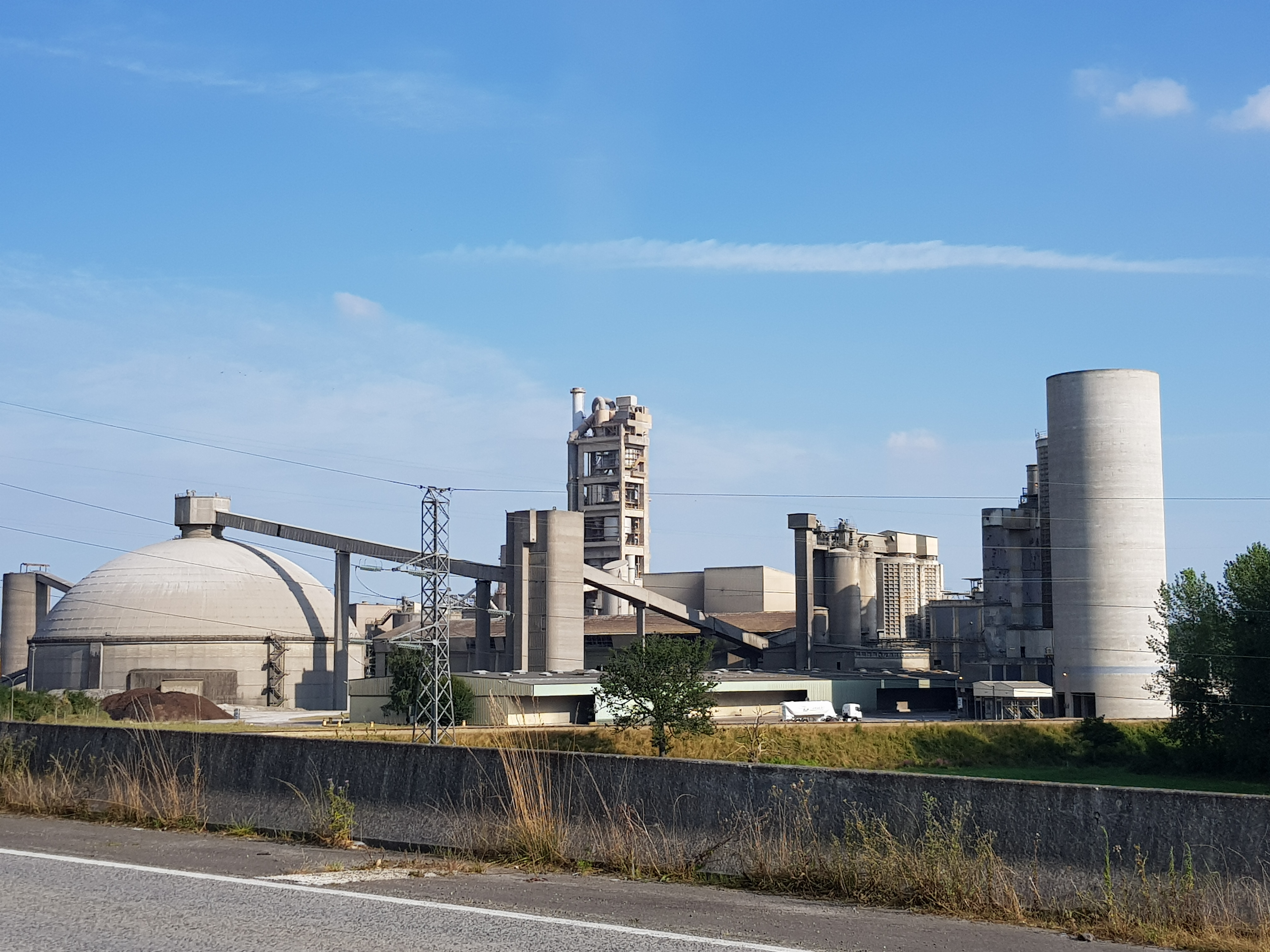
La cimenterie Lafarge à Saint-Pierre-la-Cour.

La cimenterie Lafarge est implantée sur la commune avec sa très grande carrière. Elle est l'une des plus grandes cimenteries d'Europe.

### Petits commerces
Le village dispose d'un bureau de poste, de deux banques,  une boulangerie, une supérette, un magasin de fleurs et décoration, deux cafés, une pharmacie, deux garages et une station de lavage.

## Lieux et monuments

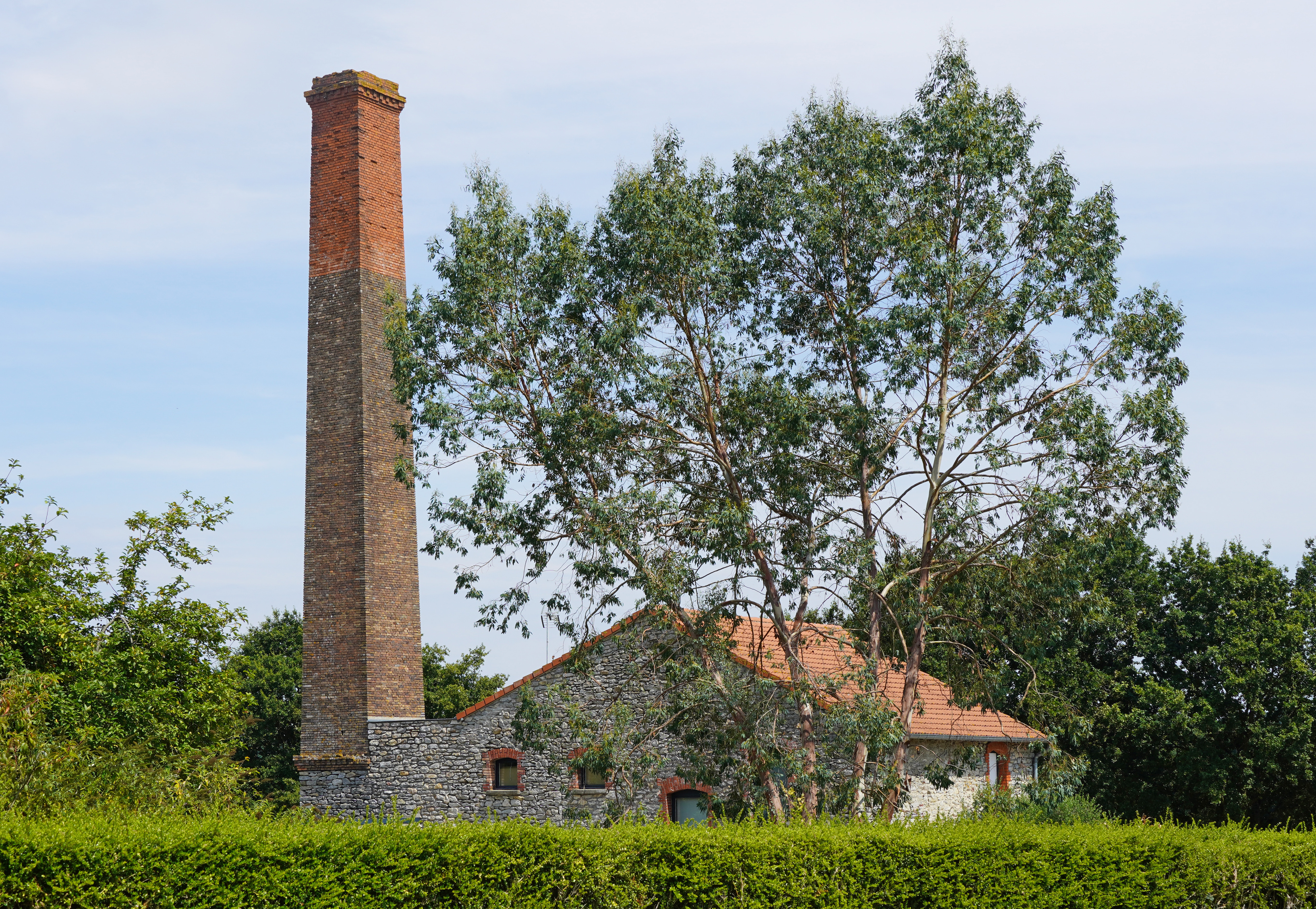
La cheminée de l'ancienne mine de houille de la Balorais.

- Église Saint-Pierre du XXe siècle, abritant une statue de pape du XVIIIe siècle classée à titre d'objet aux Monuments historiques[31].
- Deux menhirs de la Pierre Bouillante situés au milieu des bois.
- Hippodrome de Tilleul[32].
- Butte artificielle donnant une vue d'ensemble sur la carrière de la cimenterie.
- Les deux étangs du Moulin Neuf (du nom de deux lieux-dits homonymes), ainsi que l'étang de la Forge (33 ha) inventorié en tant que zone naturelle d'intérêt écologique, faunistique et floristique (ZNIEFF), du fait de la présence de châtaigne d'eau (Trapa natans)[33].
- L'ancienne mine de houille de la Balorais[5].

## Personnalités liées à la commune
- Adolphe Salmon (1863-1940), photographe à Saint-Pierre-la-Cour, éditeur de cartes postales, horloger-bijoutier…
- Jean-Claude Bouttier (né en 1944 à Saint-Pierre-la-Cour), boxeur.
- Jean-Paul Kauffmann (né en 1944 à Saint-Pierre-la-Cour), journaliste et écrivain.